# 911 (chanson de Lady Gaga)
Pour les articles homonymes, voir 911 (homonymie).
Singles de Lady Gaga
Rain on Me
(2020) Free Woman
(2021)
Clip vidéo
[vidéo] « 911 », sur YouTube
911 est une chanson de la chanteuse américaine Lady Gaga, issue de son sixième album studio Chromatica. C'est la huitième piste de l'album, précédée d'un arrangement de cordes intitulé Chromatica II. Elle a été écrite par Lady Gaga, Justin Tranter, BloodPop et Madeon, les deux derniers la produisant également avec Benjamin Rice. C'est une chanson euro disco, synth-pop et électropop avec des influences funk et techno. Les paroles de 911 portent sur la santé mentale et les médicaments antipsychotiques que prend Lady Gaga.
La chanson est interprétée en direct aux MTV Video Music Awards 2020 et le clip est sorti le 18 septembre 2020.

## Contexte et sortie

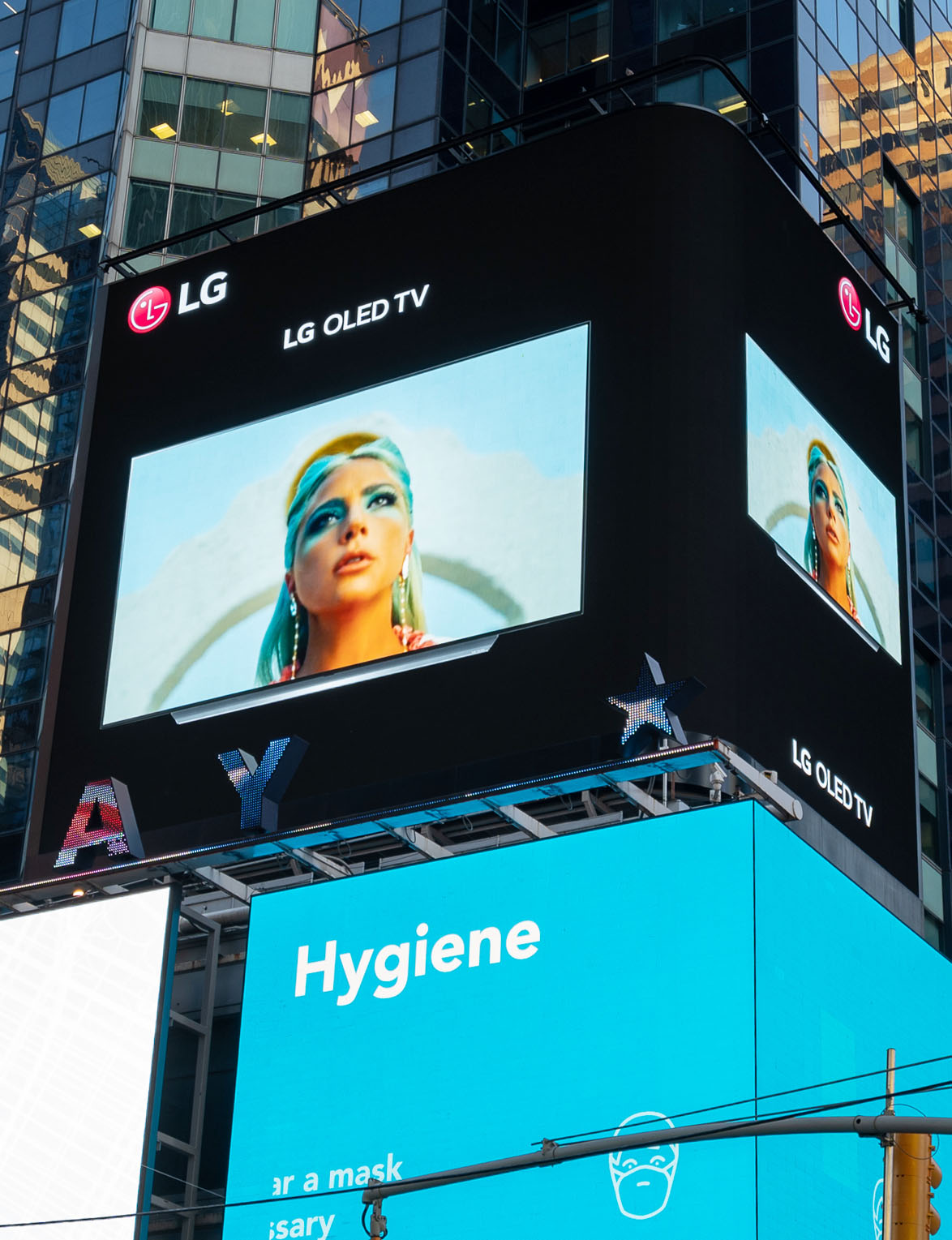
Le clip de 911 présenté sur un grand écran à Times Square, New York.

Le 17 septembre 2020, Lady Gaga a retweetté un message de 2013 indiquant : « UNE URGENCE DE MUSIQUE POP EST EN COURS 911 »,. Un jour plus tard, le clip 911 a été annoncé,. La chanson a été diffusée sur les radios italiennes à partir du 25 septembre 2020. Les remixes par Bruno Martini, Sofi Tukker et WEISS sont sortis le 4 décembre 2020.

## Crédits
Crédits adaptés de Tidal.
- Lady Gaga – voix, écriture
- BloodPop – producteur, écriture, basse, drums, guitare, claviers, percussion
- Madeon – producteur, écriture, basse, drums, guitare, claviers, percussion
- Justin Tranter – écriture
- Benjamin Rice – production vocale, mixage, personnel studio
- Tom Morris – mixage, personnel studio

## Classements
| Classement (2020)                       | Meilleure position |
| --------------------------------------- | ------------------ |
| Australie (ARIA)                        | 76                 |
| Canada (Hot 100)                        | 85                 |
| Croatie (HRT)                           | 54                 |
| Écosse (OCC)                            | 64                 |
| États-Unis (Bubbling Under Hot 100)     | 1                  |
| États-Unis (Hot Dance/Electronic Songs) | 10                 |
| États-Unis (Rolling Stone Top 100)      | 87                 |
| France (SNEP)                           | 141                |
| Grèce (IFPI)                            | 81                 |
| Italie (FIMI)                           | 92                 |
| Lituanie (AGATA)                        | 61                 |
| Nouvelle-Zélande Hot Singles (RMNZ)     | 5                  |
| Portugal (AFP)                          | 84                 |
| Royaume-Uni (UK Download Chart)         | 98                 |
| Serbie (Radiomonitor)                   | 18                 |

| Classement (2020)                       | Position |
| --------------------------------------- | -------- |
| États-Unis (Hot Dance/Electronic Songs) | 27       |